# St. Servatius (Berge)

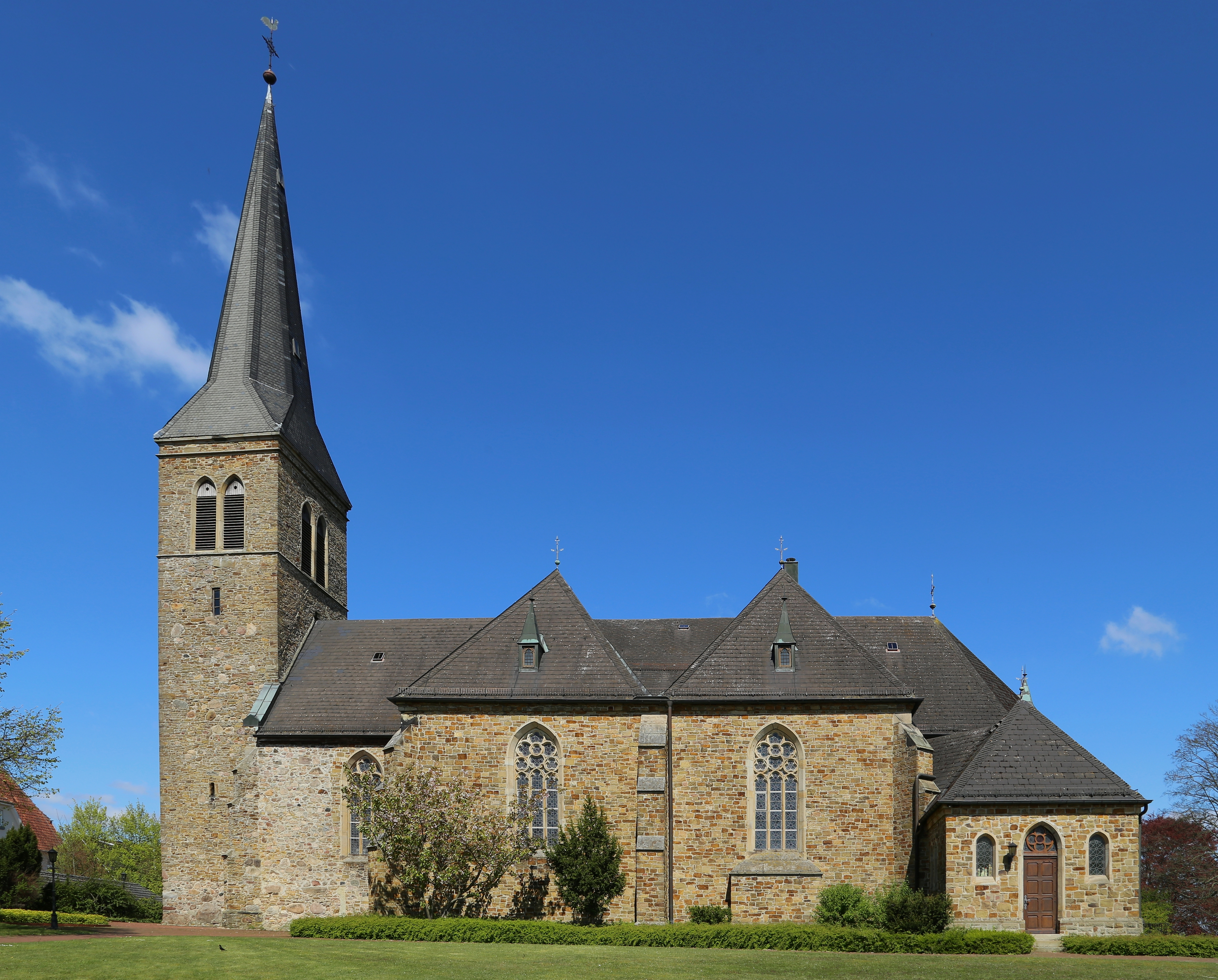
St. Servatius

St. Servatius in Berge ist die Pfarrkirche der Katholischen Kirchengemeinde Berge, die dem Dekanat Osnabrück-Nord des Bistums Osnabrück angehört.

## Baugeschichte und Beschreibung
Die Kirche wurde in der zweiten Hälfte des 13. Jahrhunderts als Saalbau mit zweijochigem Langhaus und einem gerade geschlossenen Chorjoch im Stil der Gotik erbaut. Fenster und Türen sind spitzbogig, im Inneren befindet sich Kreuzrippengewölbe.
Der romanische Westturm stammt von einem Vorgängerbau und steht leicht schräg zum Kirchenschiff. Er besteht aus Granit-Findlingen und Sandsteinbruchstücken und ist mit einem Tonnengewölbe ausgestattet.
1901 wurde die Kirche durch Alexander Behnes im neugotischen Stil erweitert. Nach Norden und Süden wurden Seitenschiffe auf der Länge von zwei Jochen angebaut, an der Ostseite wurde ein Chor mit Fünfachtelschluss angefügt, wodurch das frühere Chorjoch das östliche Joch des nun dreijochigen Langhauses bildet. In ursprünglicher Form erhalten sind noch das westliche Joch und der Turm.

## Innenausstattung
Ältestes Stück in der Kirche ist der spätromanische Taufstein aus Bentheimer Sandstein (Bentheimer Typ) aus dem 13. Jahrhundert. Der überwiegende Teil der Ausstattung ist neugotisch aus der Zeit um 1900. Mehrere Figuren wurden wahrscheinlich von Heinrich Seling geschaffen.